# Protocuneiforme
La escritura protocuneiforme era un sistema de protoescritura que surgió en Mesopotamia y que acabó convirtiéndose en la escritura cuneiforme primitiva utilizada en el Período Dinástico Arcaico I de la región. Surgió a partir del sistema de fichas contables que ya se había utilizado en la región en los milenios anteriores. Aunque se sabe definitivamente que el cuneiforme posterior se utilizó para escribir el idioma sumerio, aún no se sabe con certeza cuál era la lengua subyacente de los textos protocuneiformes.

## Historia

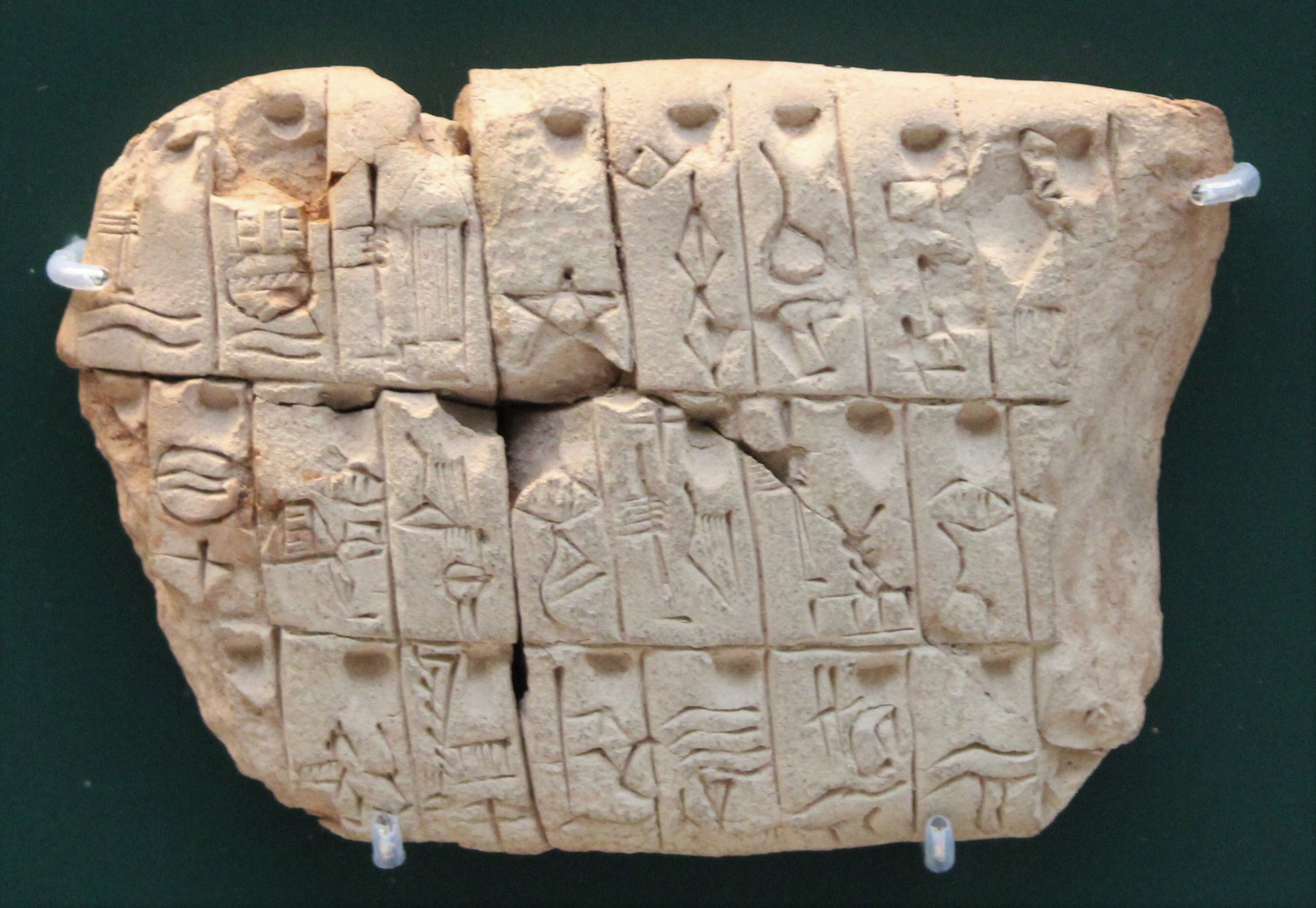
Lista léxica protocuneiforme de lugares (BM_116625).

Durante el noveno milenio a. C., se empezó a utilizar un sistema basado en fichas en varias partes del antiguo Oriente Próximo . Este sistema evolucionó hasta convertirse en fichas marcadas y, posteriormente, en una especie de esferas marcadas conocidas como bullae de arcilla. Se suele suponer que fueron la base del desarrollo de la escritura protocuneiforme y del sistema de escritura protoelamita contemporáneo: hasta dos tercios de las fichas descubiertas han sido excavadas en Susa, la ciudad más importante de lo que se convertiría en Elam. Estas fichas siguieron utilizándose, incluso después del desarrollo del protocuneiforme y el protoelamita.
Las primeras tablillas encontradas son de carácter «numérico»: consisten únicamente en listas de números. Se han encontrado no solo en Susa y Uruk, sino en diversos yacimientos, incluidos algunos que carecen de tablillas protoelamitas y protocuneiformes posteriores, como Tell Brak, Habuba Kabira, Tepe Hissar, Godin Tepe y Jebel Aruda. El protocuneiforme surgió en lo que hoy se conoce como el perídodo Uruk IV (circa 3300 a. C.), y su uso se prolongó hasta el posterior período Uruk III. La escritura evolucionó lentamente con el tiempo, con signos que cambiaban y se fusionaban. Se utilizó por primera vez en Uruk, extendiéndose posteriormente a otros lugares como Jemdet Nasr.
Con la llegada del Período Dinástico Arcaico, circa 2900 a. C., surgió la escritura cuneiforme estándar utilizada para escribir el idioma sumerio, aunque sólo se han recuperado unas 400 tablillas de este período; estas proceden principalmente de Ur, y unas pocas de Uruk. Suelen ser menos fragmentarias y a veces se encuentran en contextos estratificados. Algunas han pasado a formar parte de diversas colecciones privadas y públicas: la procedencia de algunas puede determinarse a partir de indicios internos, pero en el caso de otras se desconoce la ciudad de origen. Por ejemplo, en 1988 se subastaron 82 tablillas completas y bien conservadas de la colección suiza Erlenmeyer de Basilea, y la mayoría acabaron en colecciones públicas.

## Idioma

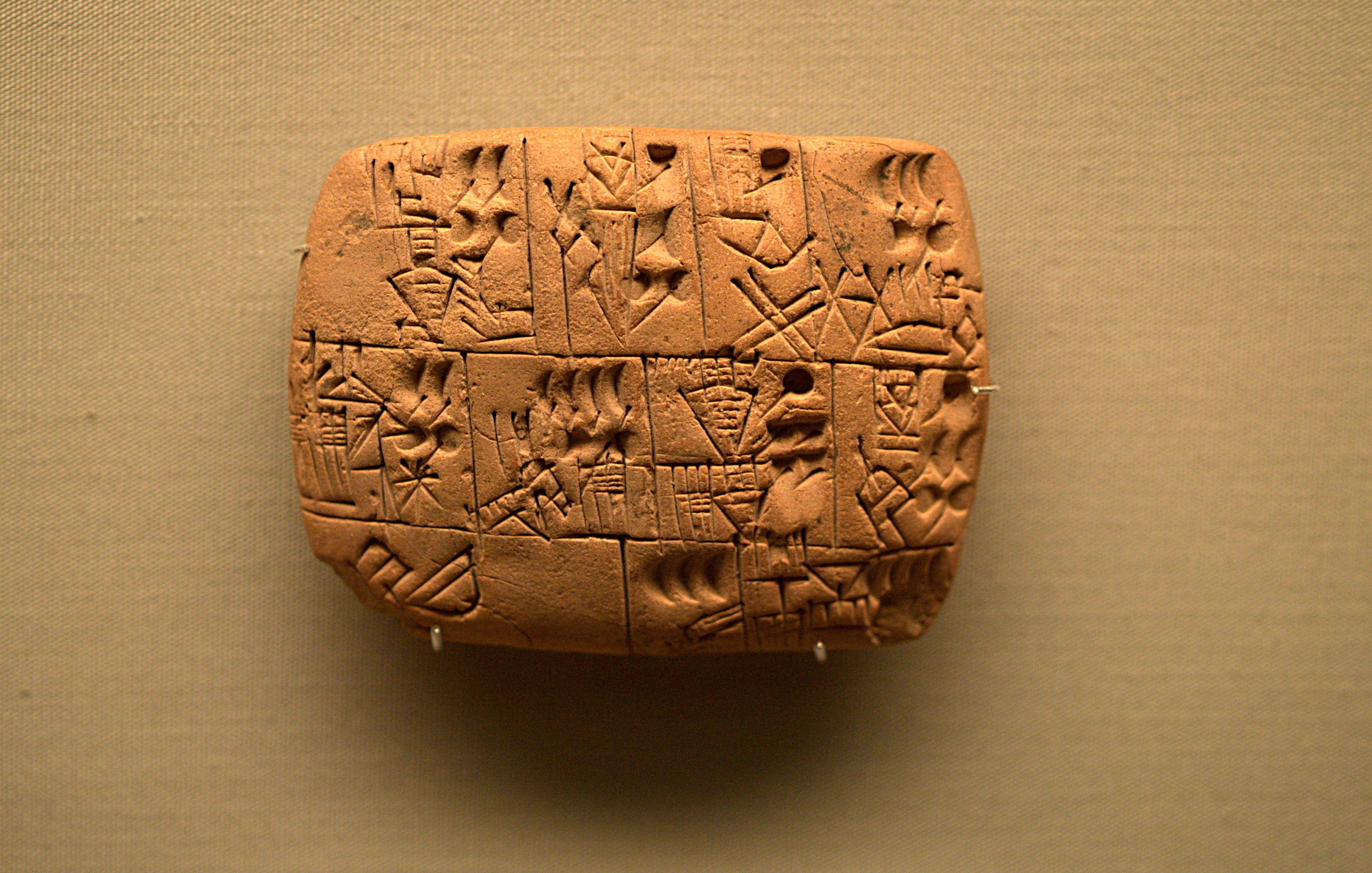
Tablilla protocuneiforme que registra el reparto de cerveza.

En la comunidad académica se debate desde hace tiempo cuándo llegó el pueblo sumerio a Mesopotamia. En parte impulsado por argumentos y pruebas lingüísticas, en general está claro que en Mesopotamia se produjeron una serie de cambios fundamentales -como el uso del ladrillo plano-convexo- al mismo tiempo que aparecieron las primeras pruebas definitivas de la lengua sumeria durante el Período Dinástico Arcaico. El protocuneiforme no ofrece pistas claras sobre la lengua hablada que codificaba, lo que da lugar a muchas especulaciones, aunque a menudo se da por hecho que era el sumerio.

## Corpus

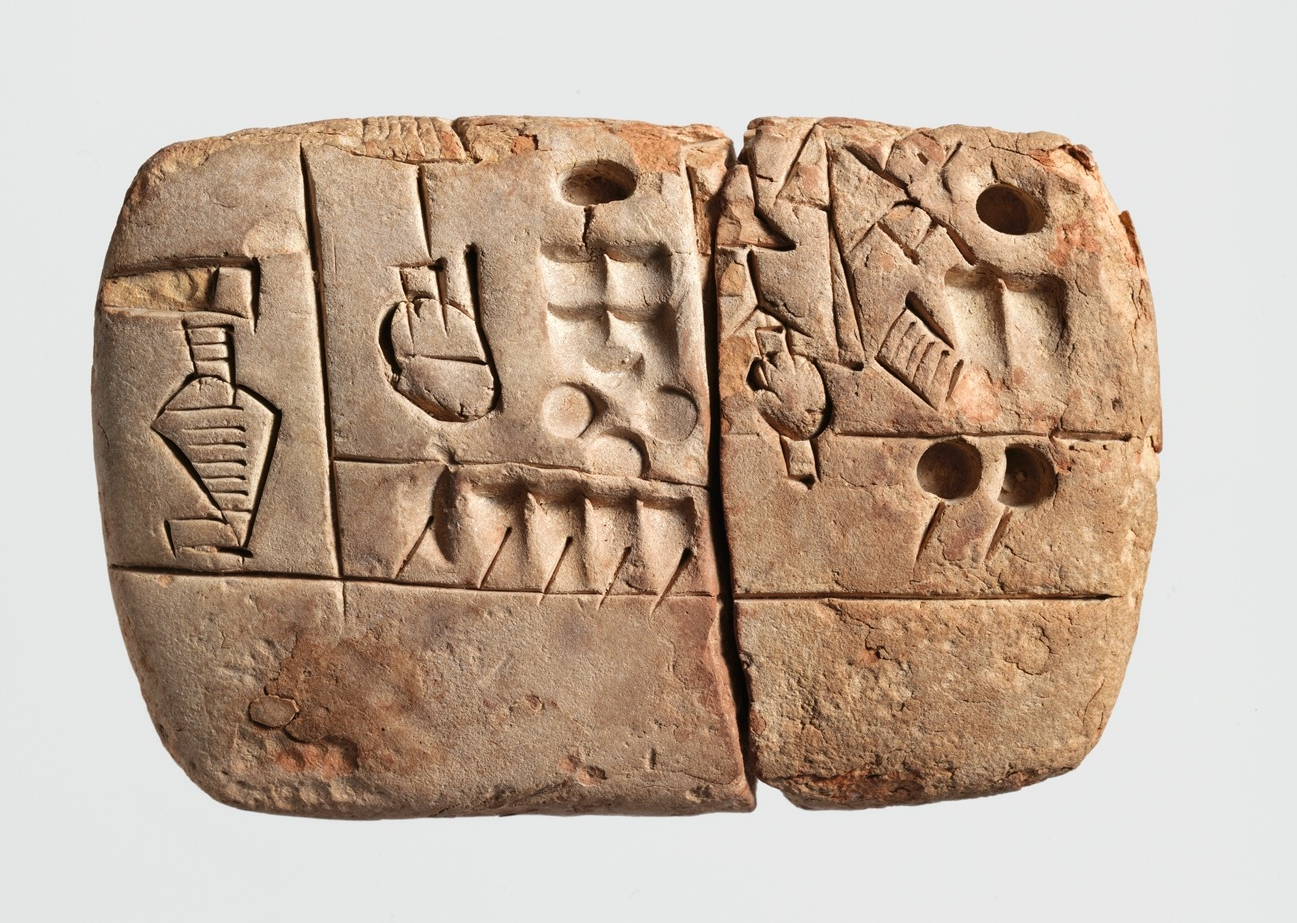
Informe administrativo protocuneiforme sobre la malta y la cebada (MET_DP293245).

Unas 170 tablillas similares procedentes de Uruk V (circa 3500 a. C.), Susa y otros yacimientos iraníes como Tepe Sialk, se consideran elamita lineal, aunque guardan similitudes con la protocuneiforme. Las listas de signos y las transliteraciones son menos claras en esta categoría.
Al igual que el proto-elamita, la propagación del sistema fue relativamente limitada. La gran mayoría de los textos protocuneiformes encontrados, unos 4000, se han localizado en la Uruk arcaica, aunque también en contextos secundarios dentro del distrito de Eanna. Las tablillas se dividen principalmente en dos estilos: el conjunto anterior (nivel de construcción IV), con figuras más naturalistas, escrito con un estilete puntiagudo, y el conjunto posterior (nivel de construcción III), con un estilo más abstracto, realizado con un estilete romo. Corresponden al período de Uruk final, c. 3100 a. C., y el  Período Yemdet Nasr, c. 3000 a. C., respectivamente. Muchas de las tablillas se utilizaron posteriormente como relleno de los cimientos durante la construcción del complejo de templos de Uruk III en Eanna. Parece que los registros se consideraron de utilidad o interés transitorio, y se eliminaron rápidamente. La difícil estratigrafía ha hecho que se pase de referirse a las tablillas en función de la capa de excavación a denominarlas escritura de las fases IV y III. Al igual que las tablillas, los sellos de arcilla utilizados anteriormente para asegurar vasijas y puertas acabaron en el relleno tras ser retirados. Los yacimientos y el análisis del sellado han llevado a sugerir que las tablillas procedían de otro lugar y acabaron en Uruk, donde fueron desechadas.
Se encontró un número menor de tablillas en Jemdet Nasr, Tutub y Tell Uqair. Suelen ser menos fragmentarias y a veces se encuentran en contextos estratificados. Algunas han pasado a formar parte de diversas colecciones privadas y públicas: la procedencia de algunas puede determinarse a partir de indicios internos, pero en el caso de otras se desconoce la ciudad de origen.
Por ejemplo, en 1988 se subastaron 82 tablillas completas y bien conservadas de la colección suiza Erlenmeyer de Basilea, y la mayoría acabaron en colecciones públicas.
Langdon encontró un ejemplar notable durante sus excavaciones en la década de 1920, a menudo denominado «tablilla de Kish». En la actualidad, la colección del Museo Ashmolean conserva un molde de escayola del artefacto, mientras que el original se encuentra en el Museo de Bagdad. Su fecha de origen no está clara.
Algunas tablillas se sellaron con un sello cilíndrico.

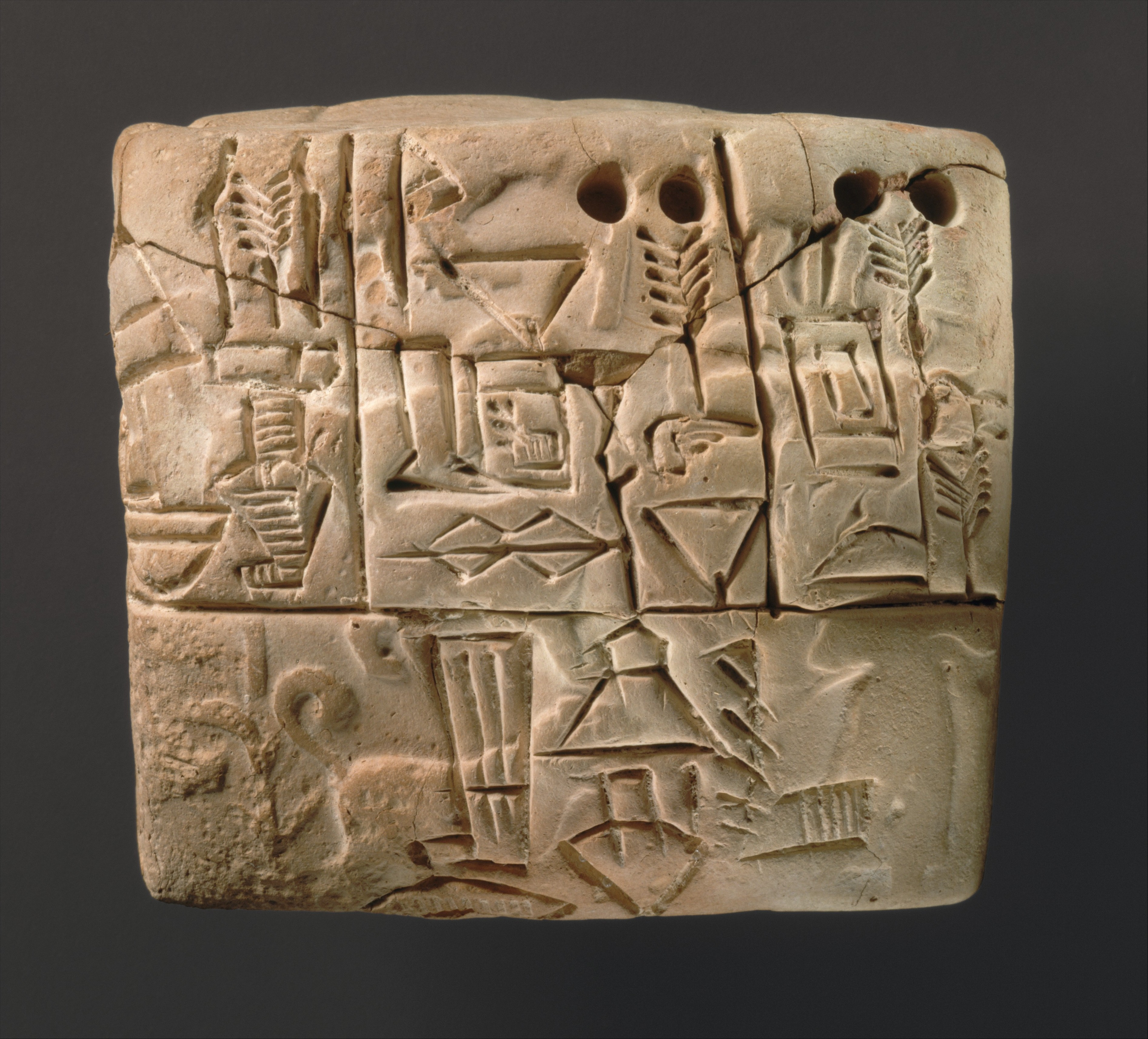
Tablilla protocuneiforme con la relación administrativa de la distribución de cebada con impresión de sello cilíndrico de una figura masculina, perros de caza y jabalíes (MET_DT847).

## Estado del desciframiento

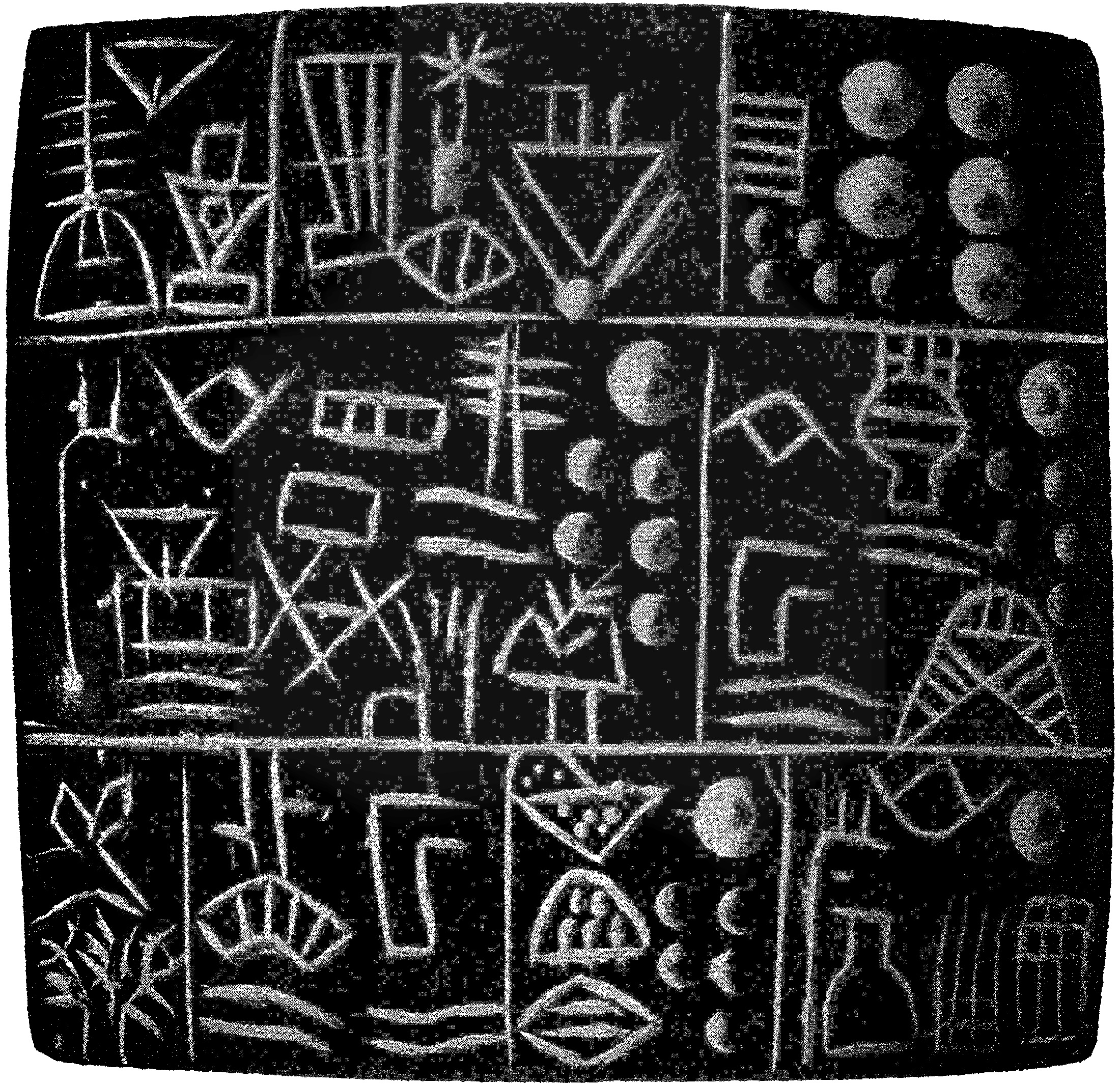
Tablilla cuneiforme arcaica E.A. Hoffman

Para descifrar un sistema de escritura desconocido y plenamente funcional, suelen ser deseables varias cosas: el conocimiento de la lengua subyacente codificada, la existencia de ejemplos bilingües y un corpus amplio. Tal y como se conoce actualmente, el protocuneiforme no reúne ninguna de estas características. Sin embargo, es importante tener en cuenta que no es un sistema de escritura completo, sino más bien un simple sistema de notación utilizado singularmente para la administración económica. Los textos son singulares y de naturaleza concreta, como listas de productos.
Ya en 1928, con la primera publicación de textos de ejemplo, se había elaborado una lista de signos numéricos, basada en la suposición de que los signos correspondían a los de Shurupak, los textos cuneiformes más antiguos. Además, se determinó rápidamente que los numerales sexagesimales y los números de área también eran esencialmente los mismos que los de los primeros textos cuneiformes. El sistema matemático utilizado en protocuneiforme y protoelamita comenzó a descifrarse en gran medida a partir de la década de 1970. En pocas décadas se habían resuelto la mayoría de los detalles. Algunos detalles permanecen oscuros, y varios detalles generalmente aceptados siguen siendo discutidos. Por ejemplo, se cree que el sistema (ŠE sistema E) es una medida de capacidad, pero se ha señalado que este sistema de medida sólo se encuentra en las primeras capas de Uruk IV, y no en las últimas capas de Uruk III, y carece de los marcadores de una medida de capacidad.

## Inventario de signos
Actualmente se conocen unos 2000 signos protocuneiformes, de los cuales unos 350 son numéricos, 1100 son ideográficos individuales y 600 son combinaciones complejas de 2 o más signos individuales. Los signos no numéricos aparecen en unas 40 000 ocasiones. Hay un alto grado de heterogeneidad en el uso de los signos: unos 530 signos se atestiguan una sola vez, unos 610 de dos a diez veces, 370 de 11 a 100 veces y unos 104 más de 100 veces. Se han identificado muchos signos, incluidos los de la cebada y el trigo farro.

### Números
La base numérica subyacente del protocuneiforme, al igual que la del cuneiforme posterior, es sexagesimal (base 60). Los primeros investigadores creían que este sistema surgió de un sustrato decimal (base 10) anterior, pero esa idea ha perdido vigencia.

Protocuneiforme de tipo sexagesimal Sa con equivalentes cuneiformes.

Diferentes productos utilizaron diferentes sistemas de medición y esto puede cambiar con el contexto. En una misma tablilla, el (sistema bisexagesimal B) podía utilizarse para raciones de grano, el (ŠE sistema Š) para cebada y el (ŠE sistema Š) para trigo farro. Algunos de los sistemas de medición, como (ŠE sistema C), que era para la capacidad, normalmente de grano. Hay trece sistemas numéricos en total (sexagesimal, sexagesimal S', bisexagesimal, bisexagesimal B*, GAN2, EN, U4, ŠE, ŠE', ŠE", ŠE*, DUGb, DUGc) de los cuales el sistema de escritura elamita lineal contemporáneo utilizaba solo siete. El elamita lineal también utilizaba solo la mitad de los sesenta signos numéricos protocuneiformes.

## Textos

Lista de ciudades protocuneiformes.

### Administrativos
El mayor grupo de textos protocuneiformes (unos 2000 del periodo Uruk IV y unos 3600 del periodo Uruk III) son cuentas, es decir, registros económicos. En ellos intervienen diversos elementos, como las personas, el ganado y el grano. Desgraciadamente, a menudo hay varias maneras de hacer las cosas. Por ejemplo, las personas pueden enumerarse de dos maneras diferentes: Por sexo y edad (adulto, menor, bebé), o 2, sin sexo y en uno de una serie de grupos de edad (0-1, 3-10, etc.).

### Miscelánea
Otra gran categoría (con alrededor de una docena de ejemplos en Uruk IV, y aproximadamente 750 en Uruk III) son las llamadas «listas léxicas», que aparecen en Uruk IV pero se hicieron mucho más comunes en Uruk III. Estos documentos son listas de elementos pertenecientes a una determinada categoría física: metales, ciudades, herramientas. Los ejemplos perduraron hasta el Período Dinástico Arcaico y el Imperio paleobabilónico.

## Publicaciones
Los textos protocuneiformes de Uruk se publicaron en una serie de libros (ATU)
- ATU 1. Falkenstein, Adam (1936). «Archaische Texte aus Uruk».  (en alemán). Berlin und Leipzig: Deutsche Forschungsgemein-schaft, Kommissionsverlag Otto Harrassowitz. Archivado desde el original el 17 de marzo de 2014. Consultado el 8 de noviembre de 2023.
- ATU 2. Green, M. W.; Nissen unter Mitarbeit von Peter Damerow und Robert K. Englund, Hans J. (1987). Zeichenliste der Archaischen Texte aus Uruk (en alemán). Berlin. ISBN 978-3786114390.
- ATU 3. Englund, Robert K.; Nissen unter Mitarbeit von Peter Damerow, Hans J. (1993). Die Lexikalischen Listen der Archaischen Texte aus Uruk (en alemán). Berlin. ISBN 978-3786116875.
- ATU 4. Englund, Robert K.; Nissen, Hans J. Katalog der Archaischen Texte aus Uruk (en alemán).
- ATU 5.  Englund unter Mitarbeit von R. M. Boehmer, Robert K. (1994). Archaic Administrative Texts from Uruk: The Early Campaigns (en inglés). Berlin: Gebr. Mann Verlag. ISBN 978-3786117452.
- ATU 6. Englund, Robert K.; Nissen unter Mitarbeit von R. M. Boehmer, Hans J (2005). Archaische Verwaltungstexte aus Uruk (en alemán). Berlin: Vorderasiatisches Museum II. ISBN 978-3786125211.}}
- ATU 7. Englund, Robert K.; Nissen unter Mitarbeit von R. M. Boehmer, Hans J (2001). Archaische Verwaltungstexte aus Uruk (en alemán). Berlin: Die Heidelberger Sammlung. ISBN 978-3786124023.

Y de otros sitios (MSVO)
- MSVO 1. Englund, Robert K.; Grégoire, Jean-Pierre; Matthews, Roger J. (1991). «The proto-cuneiform Texts from Jemdet  Nasr I: Copies, Transliterations and Glossary». Materialien zu den  frühen Schriftzeugnissen des Vorderen Orients (en inglés) (Berlin1editorial =Gebr. Mann) 1. ISBN 9783786116462.
- MSVO 2. Matthews, R. J. (1993). «Cities,  Seals  and  Writing:  Archaic  Seal  Impressions  from  Jemdet  Nasr  and  Ur».  (en inglés). Berlin: Gebr. Mann. ISBN 978-3786116868.
- MSVO 3. Damerow, P.; Englund, R. K. The proto-cuneiform Texts from the Erlenmeyer Collection (en inglés). Berlin.
- MSVO 4. Englund, Robert K.; Matthews,, Roger J. (1996). «proto-cuneiform Texts from Diverse Collections». Materialien zu den frühen Schriftzeugnissen des Vorderen Orients (en inglés) 4. Berlin: Gebr. Mann. ISBN 978-3786118756.
- CUSAS 1.  Monaco, Salvatore F. (2007). The Cornell University Archaic Tablets (CUSAS: Cornell University Studies in Assyriology and Sumerology) (en inglés). Eisenbrauns. ISBN 978-1934309001.

## Unicode
En 2020 se propuso inicialmente una tabla de caracteres Unicode que codificaba el protocuneiforme. pero aún no ha sido aceptada formalmente por el consorcio, al igual que los rangos de caracteres para formas posteriores al cuneiforme.

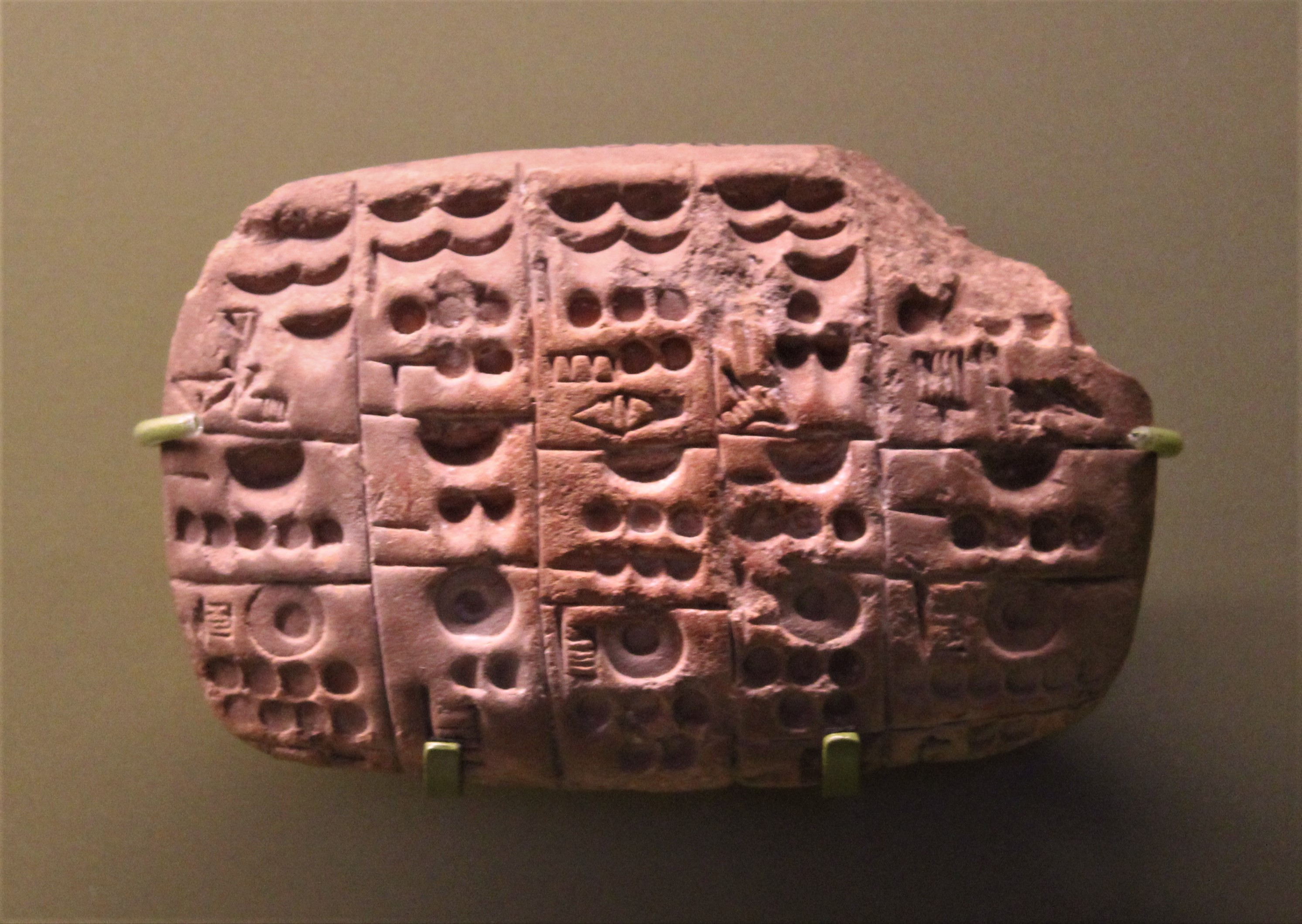
Tablilla Jemdet Nasr AN1926.583
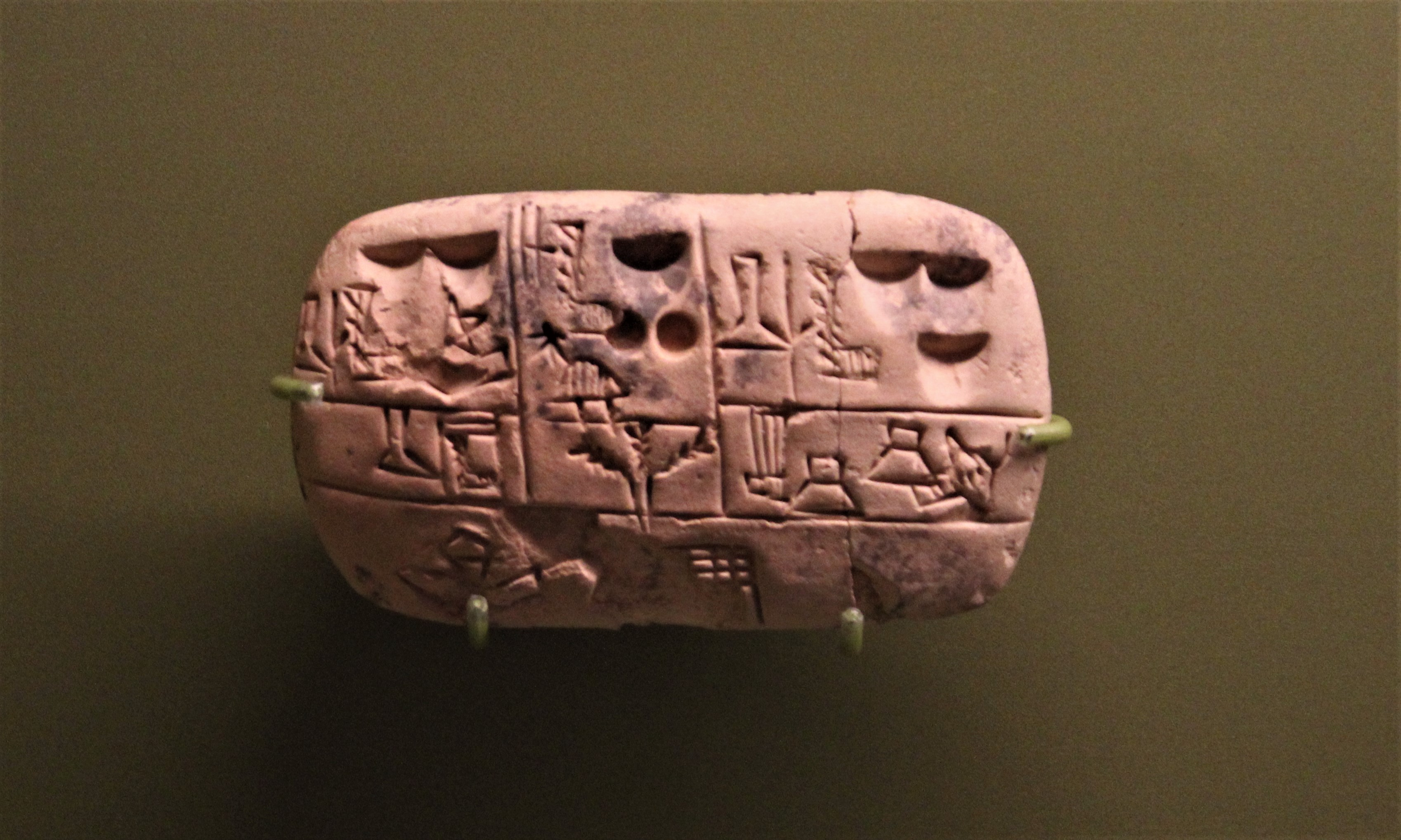
Tablilla Jemdet Nasr AN1926.602
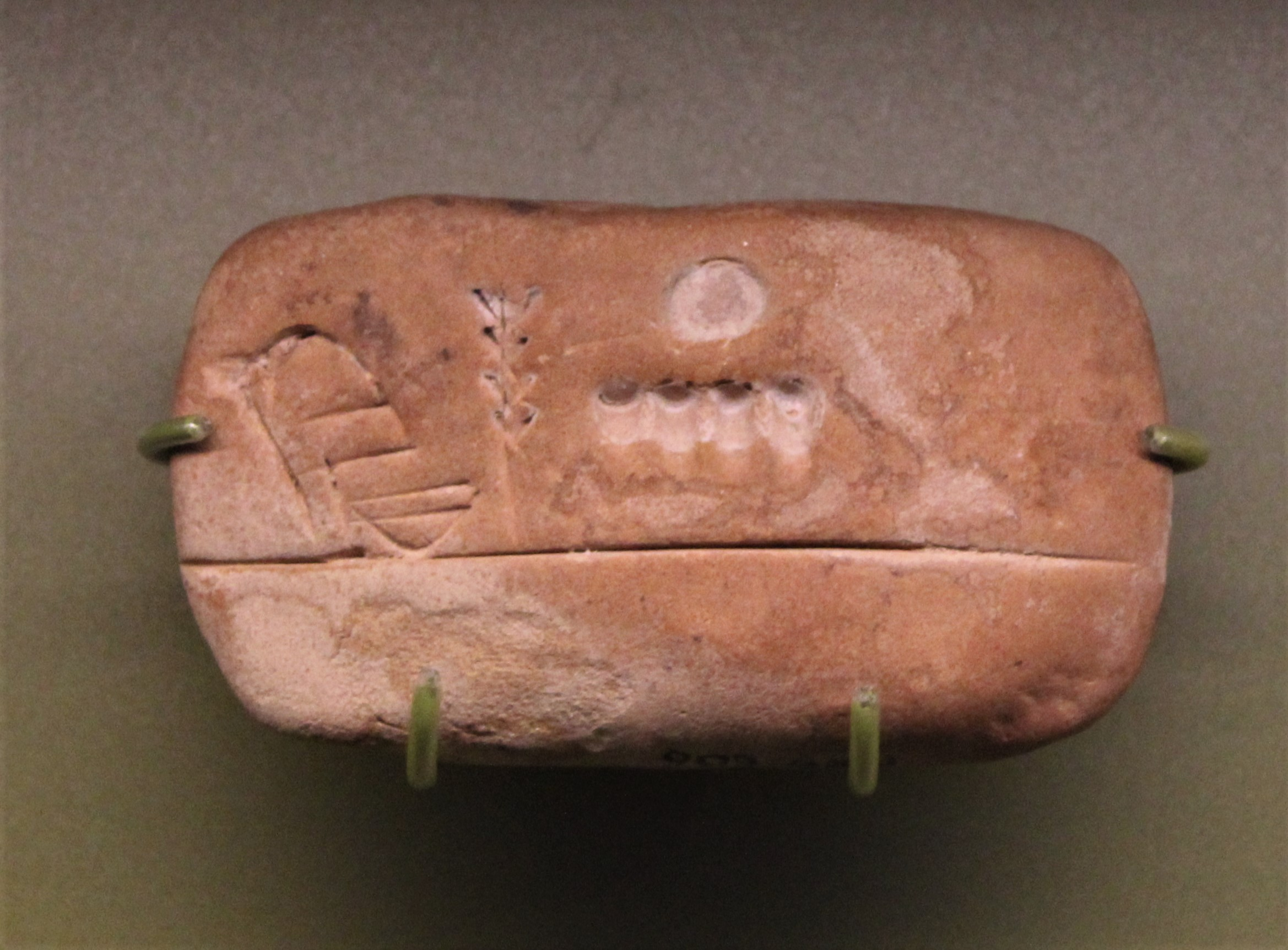
Tablilla Jemdet Nasr AN1926.606
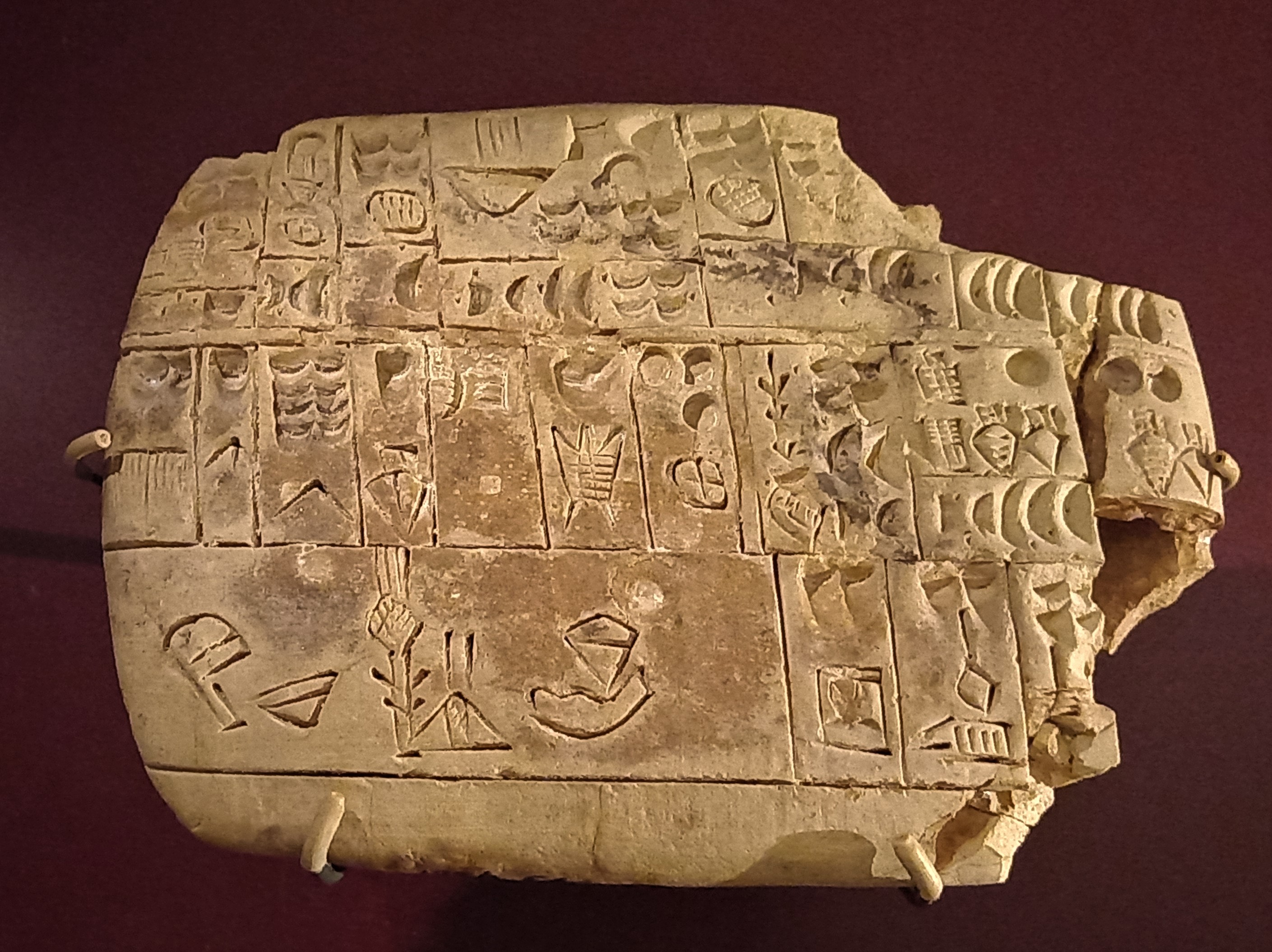
Tablilla Jemdet Nasr AN1926.564
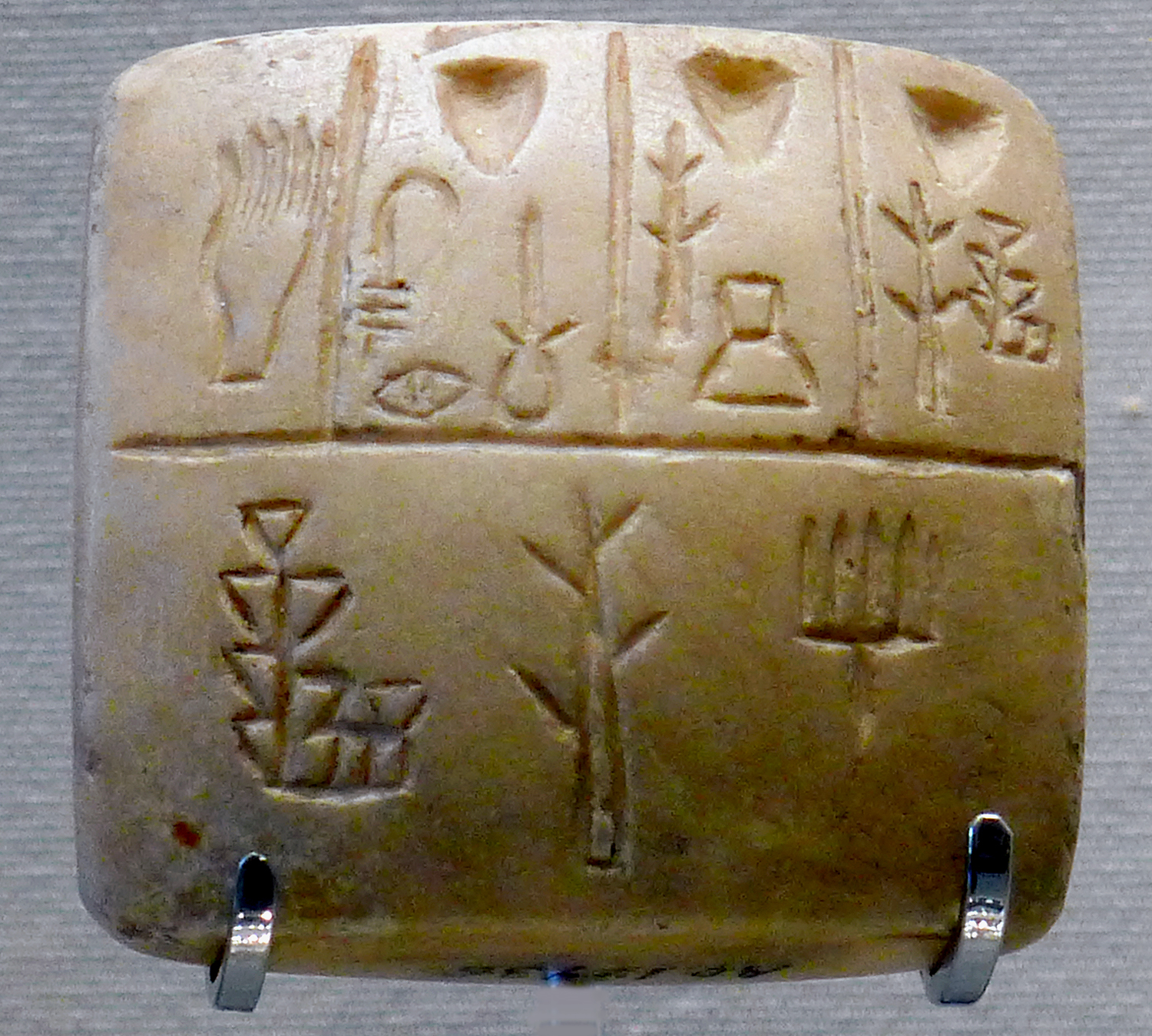
Louvre Tablilla de Uruk III escritura precuneiforme AO19936
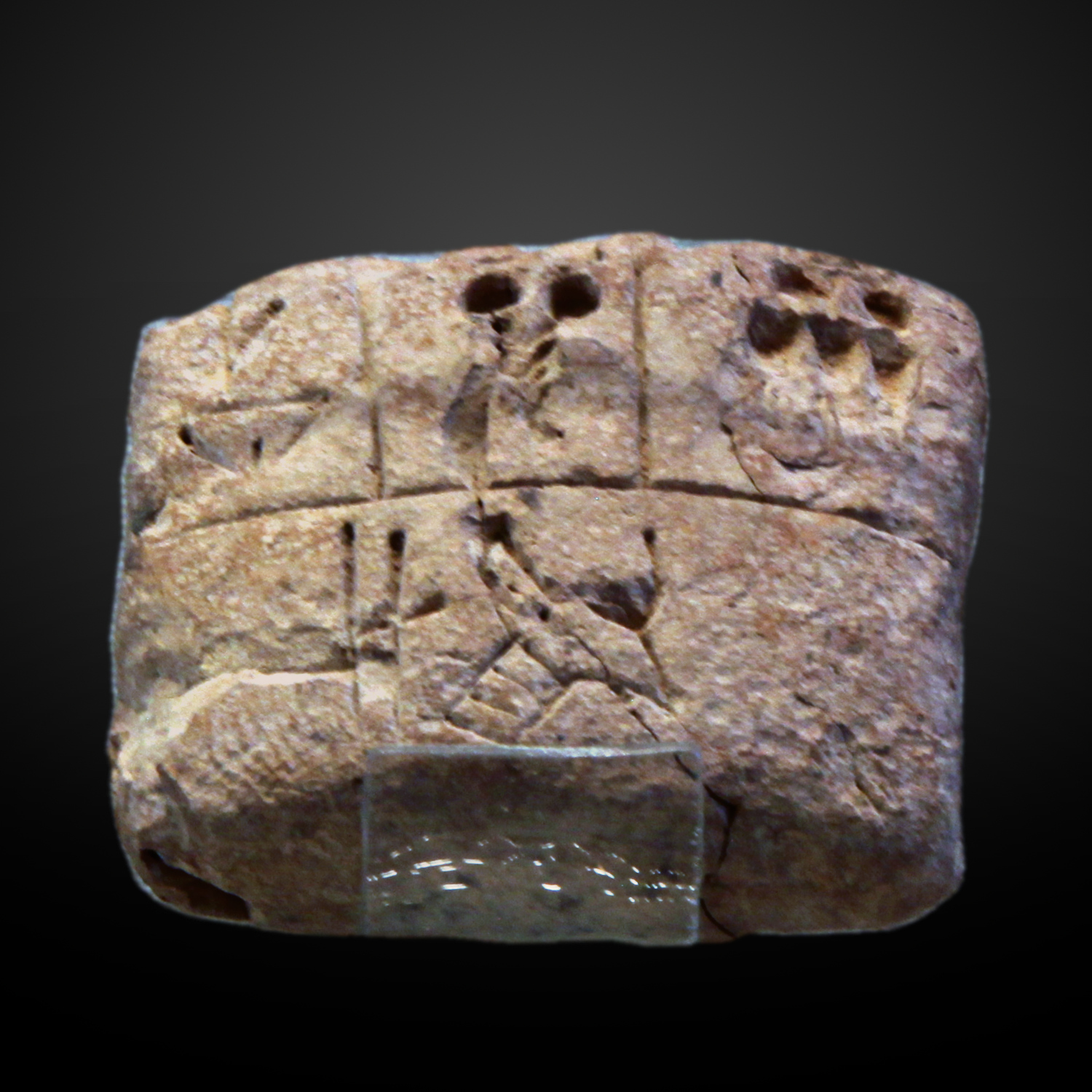
Tablilla precuneiforme AO 8856-IMG 9155-gradiente
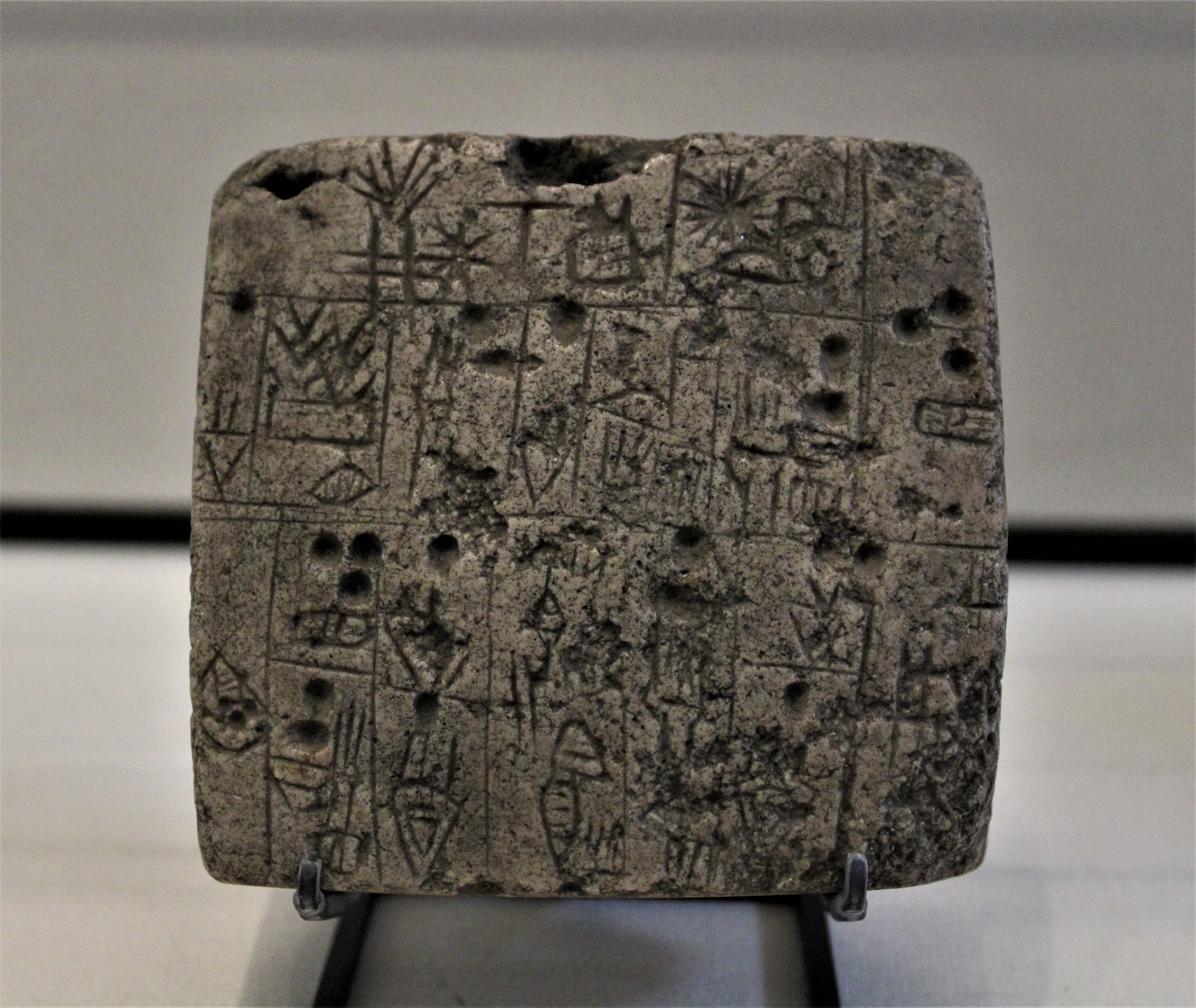
Tablilla precuneiforme AO 2753
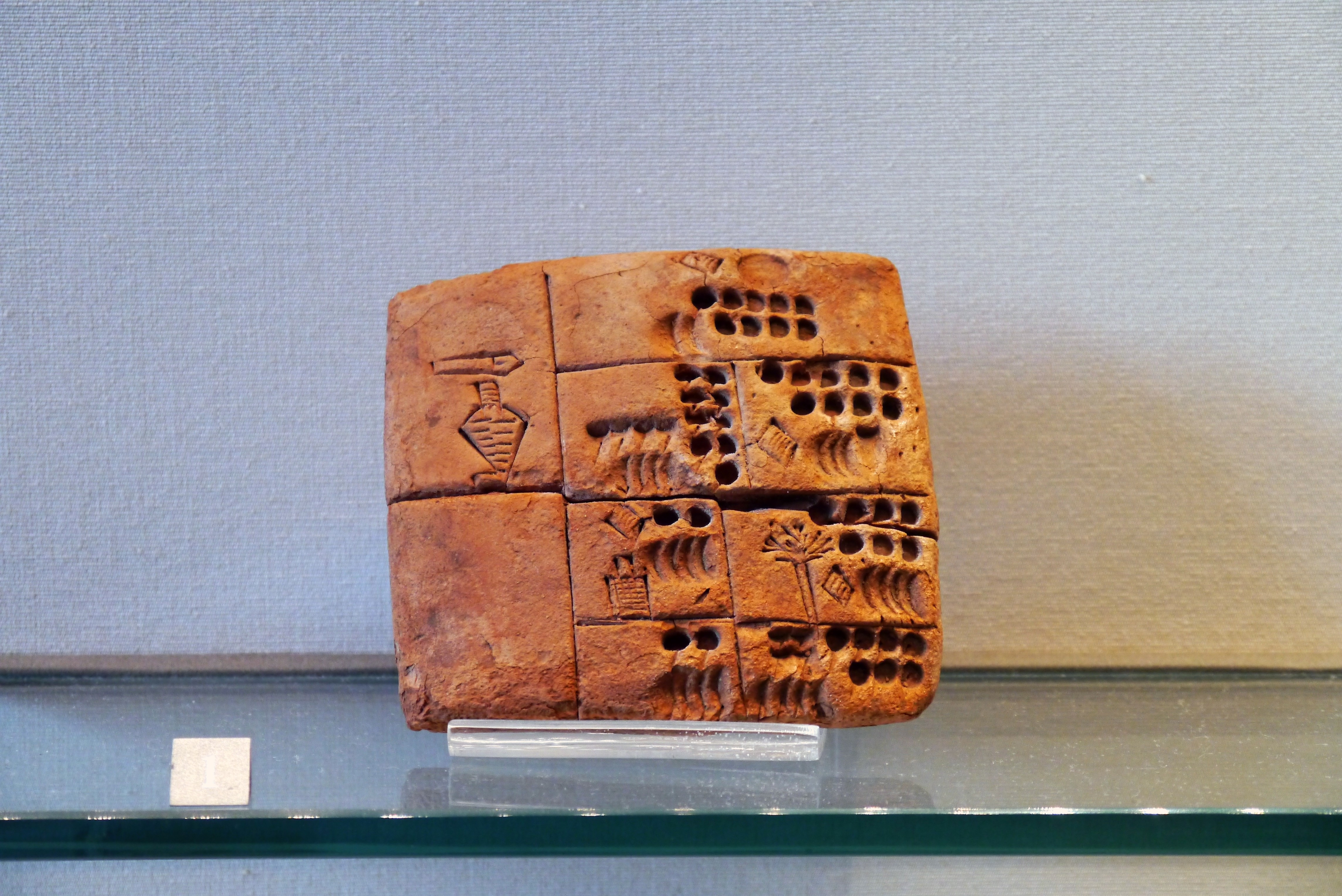
Tablilla de arcilla - Louvre - AO29562
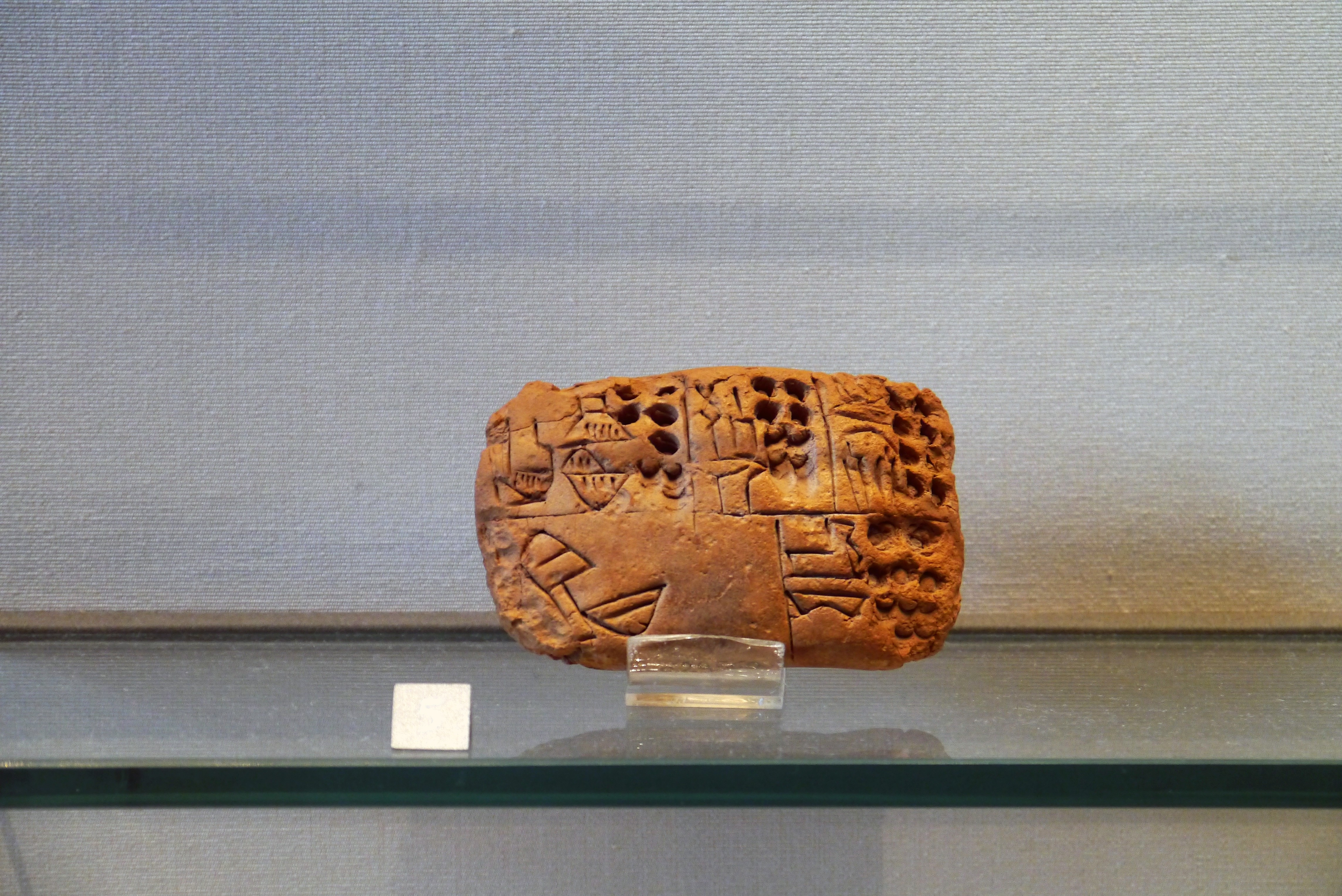
Tablilla de arcilla - Louvre - AO29560
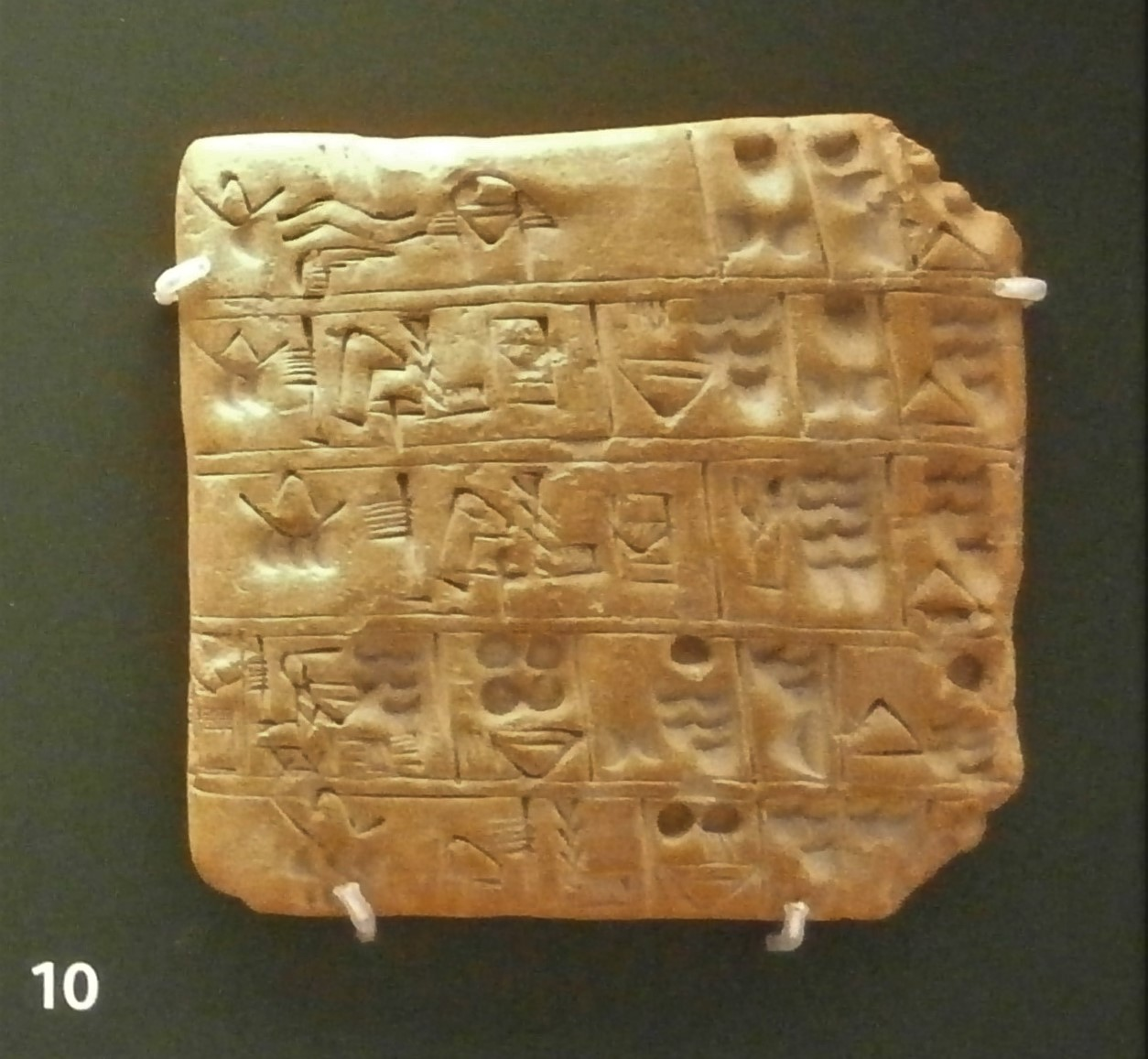
Lista de raciones para cinco días - Jemdet Nasr
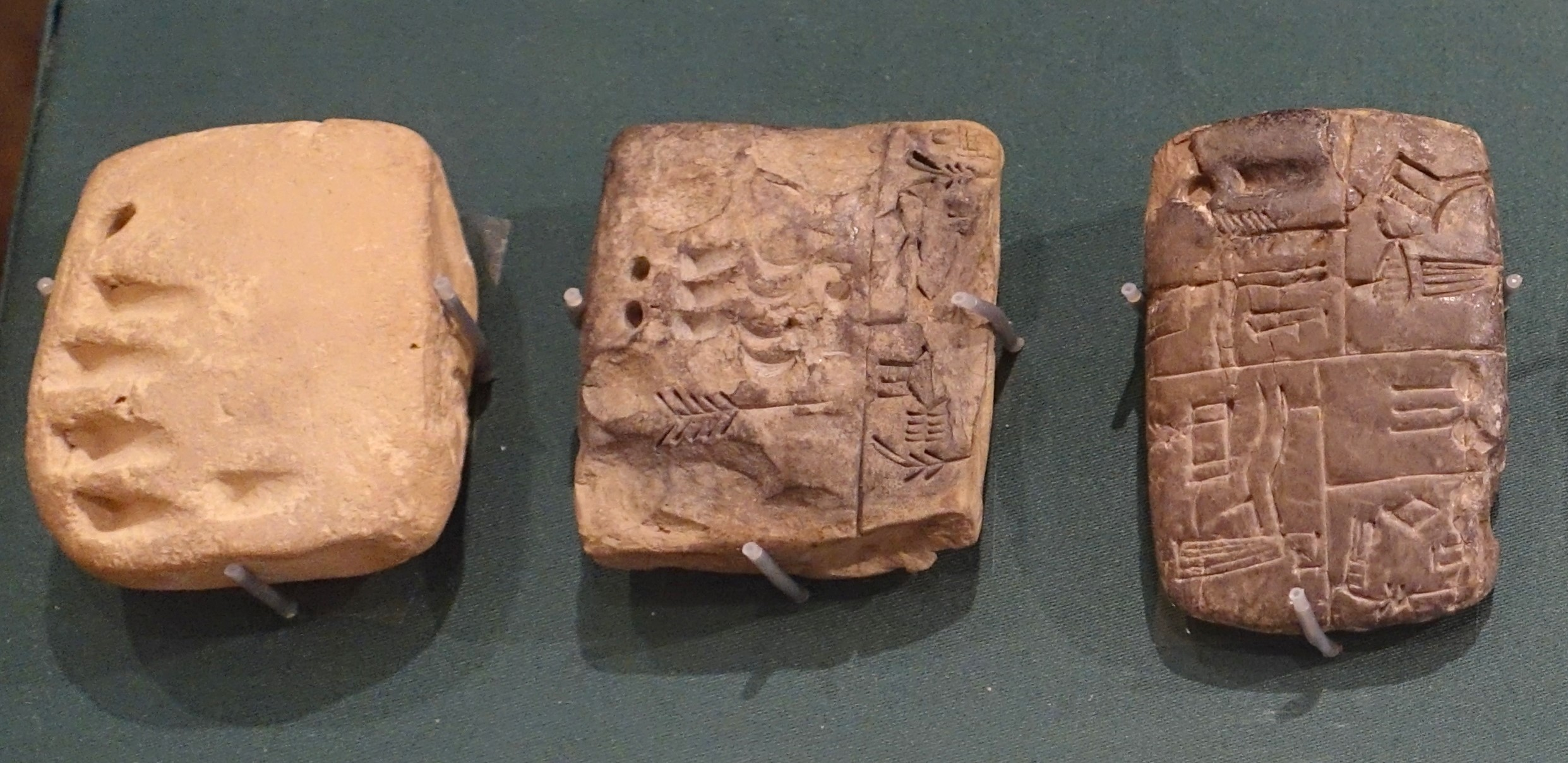
Tablillas numéricas y protocuneiformes - Instituto Oriental
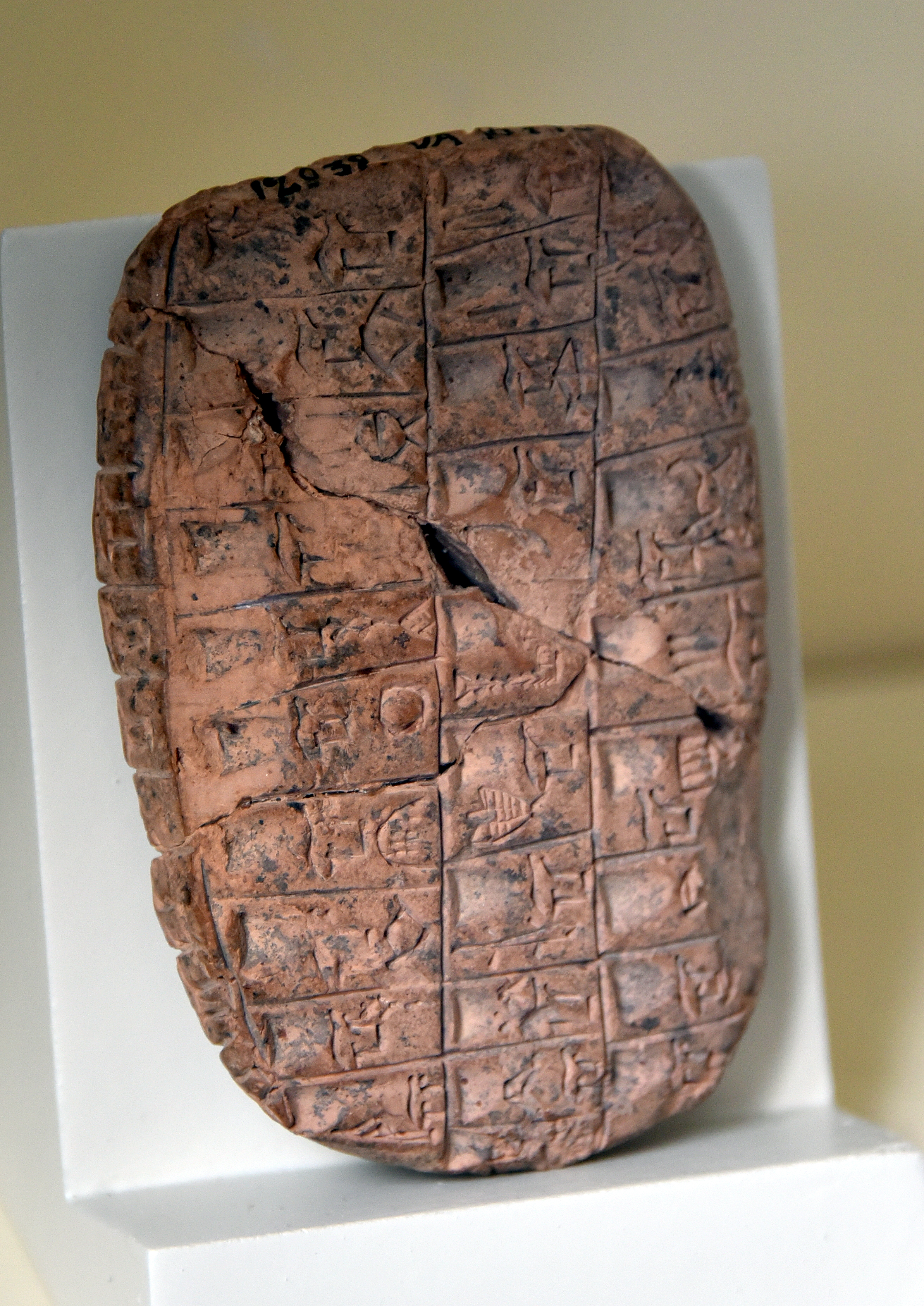
Tablilla de arcilla, texto léxico, que enumera 58 términos diferentes para referirse al cerdo. De Uruk, Irak. 3200 a. C. Museo de Pérgamo
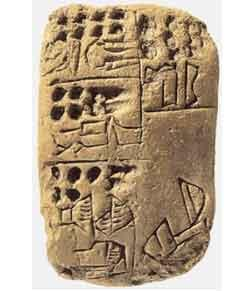
Tablilla administrativa del periodo de Uruk
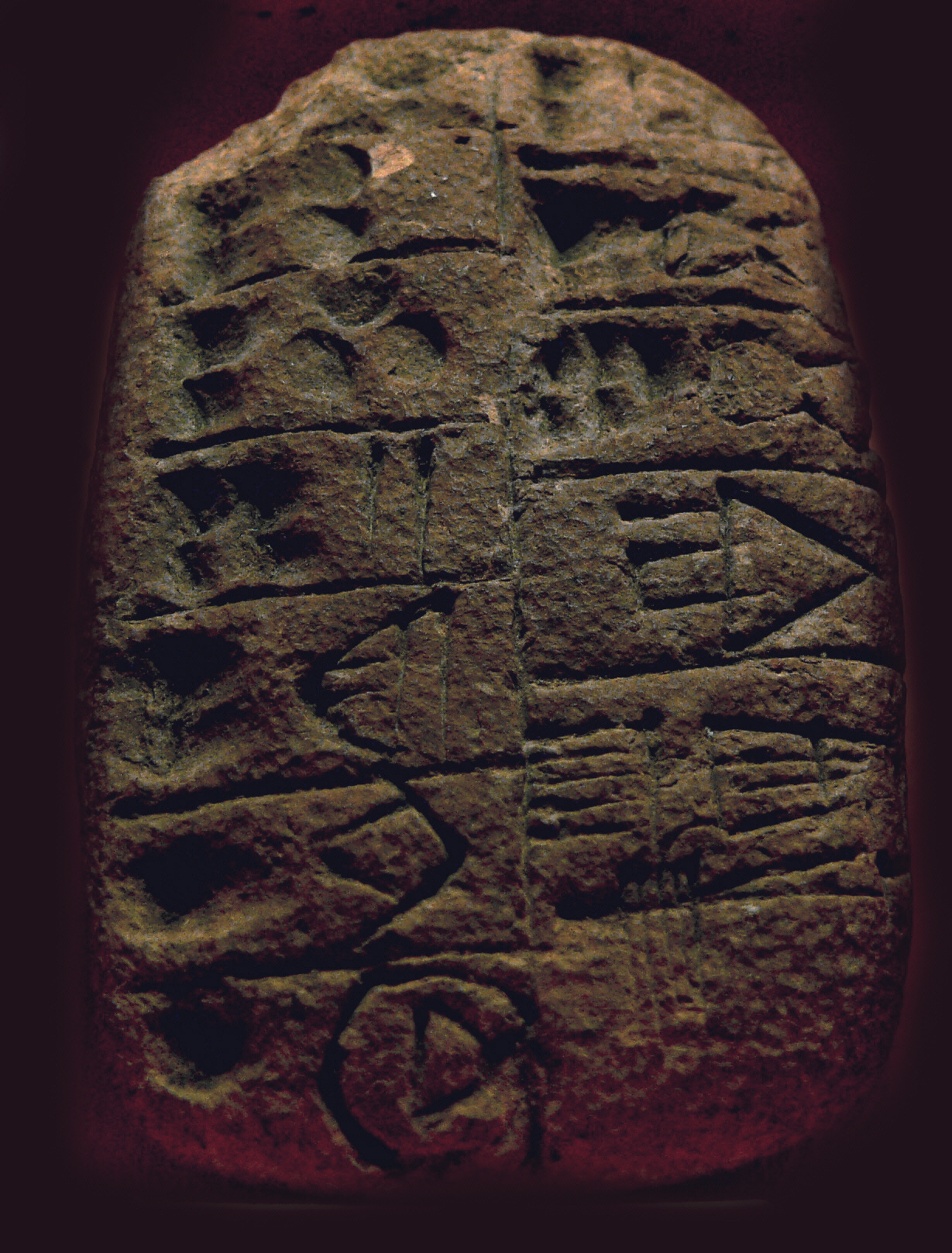
Tablillas de arcilla Mesopotamia 3200 a. C.
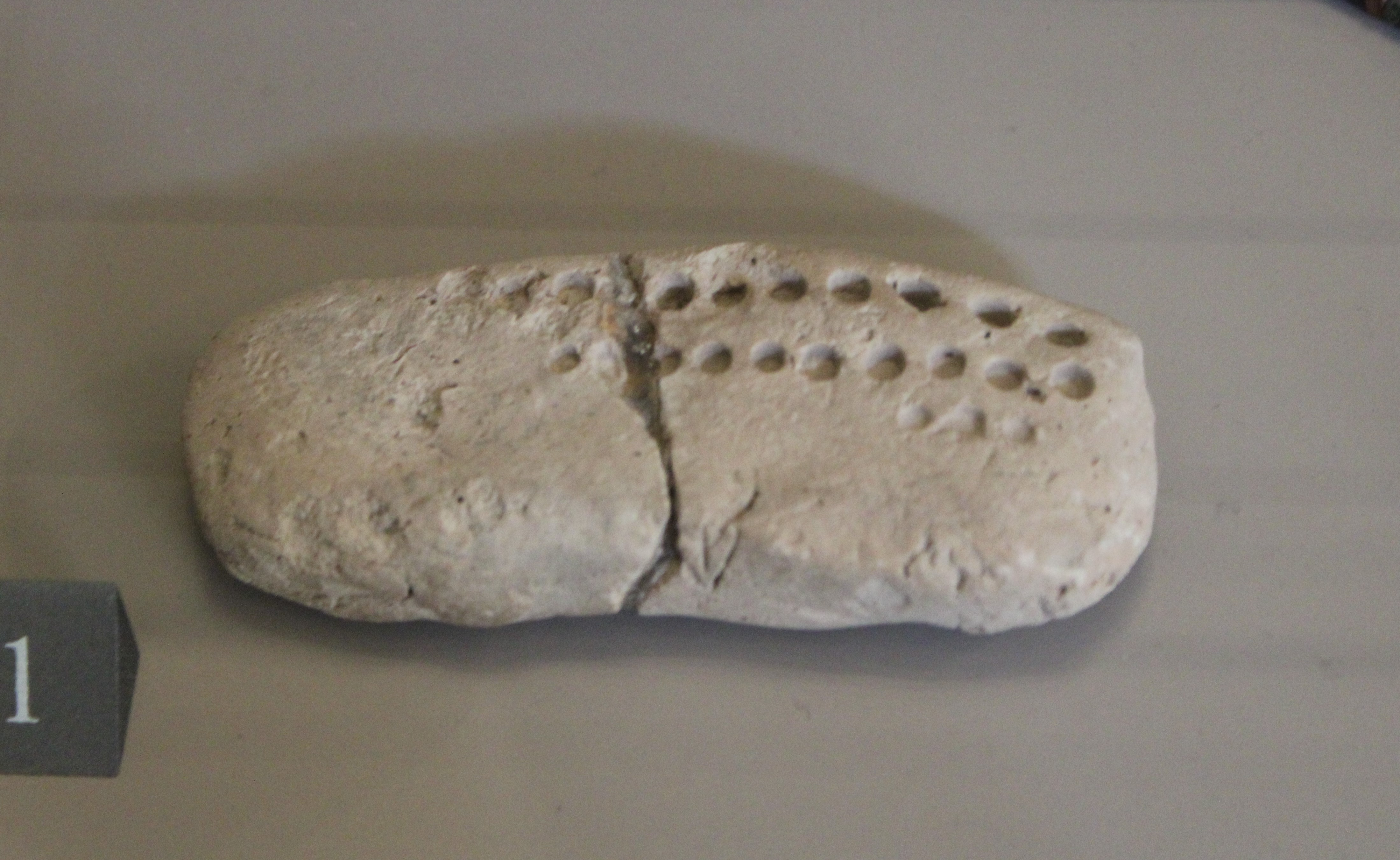
Tablilla numeral Sialk IV
Lista de vasos protocuneiformes
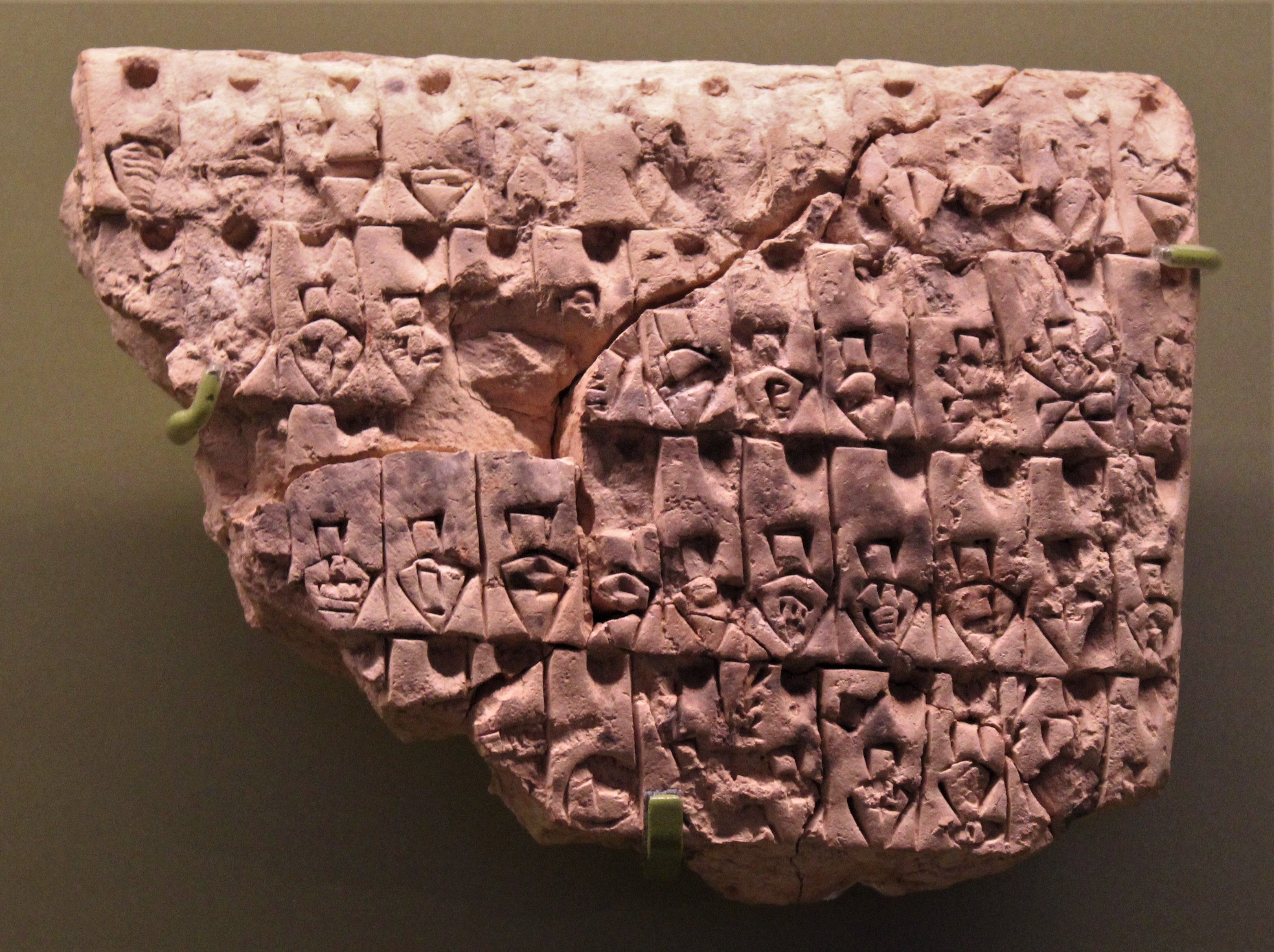